# ریکاردو پریرا (بازیکن فوتبال)
ریکاردو دومینگوس باربوسا پریرا (پرتغالی: Ricardo Domingos Barbosa Pereira؛ زادهٔ ۶ اکتبر ۱۹۹۳) که عموماً با نام ریکاردو شناخته می‌شود بازیکن فوتبال اهل پرتغال است.
از باشگاه‌هایی که در آن بازی کرده‌است می‌توان به ویتوریا گیمارش، پورتو و نیس اشاره کرد.
وی همچنین در تیم ملی فوتبال پرتغال بازی کرده‌است.